# 麥田圈

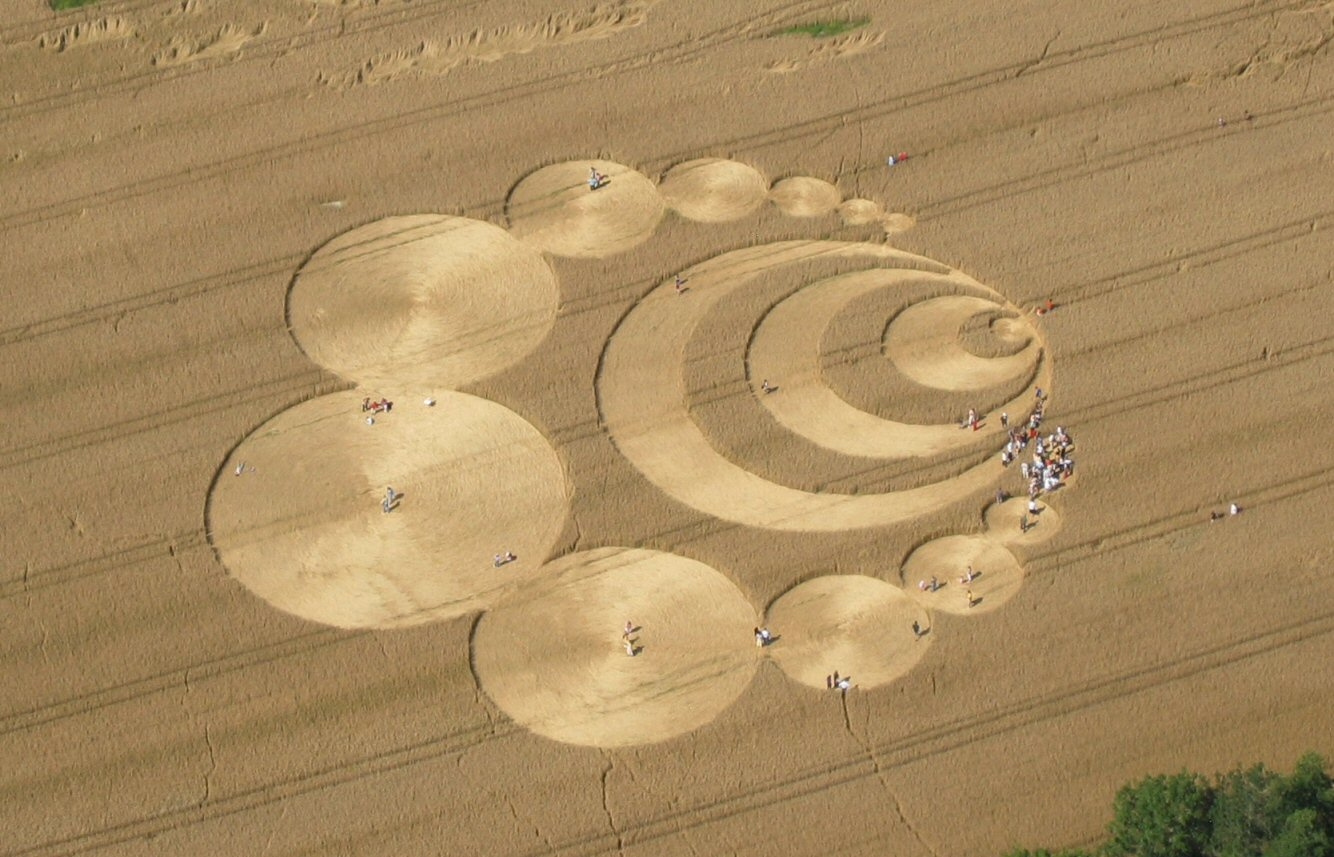
位在瑞士的麥田圈，攝於2007年7月。

麥田圈（Crop circle）、或稱作物圖案（英語：Crop formation）或玉米圈，是指透過壓扁农作物（通常是穀物）而形成的圖案。這個術語首次出現在1980年代初期。杜魯門州立大學的物理學教授田納·埃迪斯將其描述為「钓鱼式恶作剧的範圍內」。
儘管部分边缘学说理論家提出麥田圈可能由不明自然原因或外星生命創造的觀點，但目前沒有科學證據支持這些解釋。所有已知的麥田圈形成均與人為活動有關。1991年，造假者道格·鮑爾（Doug Bower）和戴夫·喬利（Dave Chorley）在一次廣泛報道的採訪中聲稱，他們在整個英格蘭製造了200多個麥田圈。訪談後，關於麥田圈的報告數量顯著增加。在英國，報告的麥田圈並未隨機分佈，而是集中出現在靠近道路、中等到密集人口區域以及文化遺產遺址（如巨石陣或埃夫伯里）。它們通常會在一夜之間形成。到2003年，英國發現的幾乎一半麥田圈都位於艾夫伯里石圈半徑15公里（9.3英里）範圍內。
與麥田圈或作物圖案不同，考古遺址中的作物痕跡可能形成圓形或方形，但這些標記不會在一夜之間出現，並且每年總是在相同的位置出現。

## 歷史

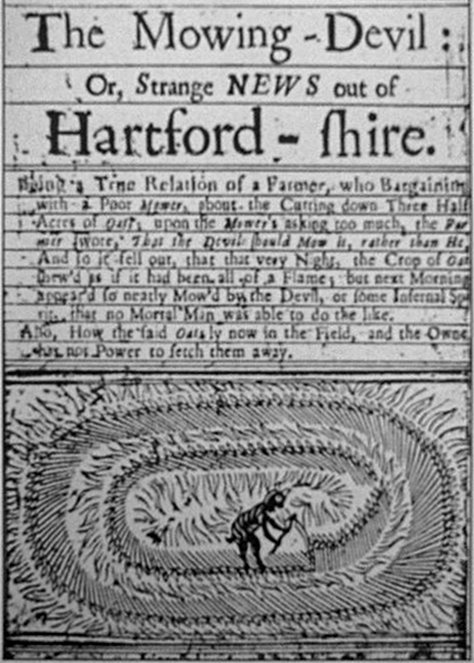
1678年木刻小冊子上的"魔鬼的收割者"

最早出現的麥田圈文獻記載是在1678年8月22日，出現在英國東部赫特福郡的一份木板版畫小冊子刊物裡面，名為「魔鬼的收割者」。但是一位深入研究調查該插畫的學者Andy Thomas，在2005年所發表的一篇文章裡面，發現這幅插畫共有四種不同的版本，而且每種版本裡面所繪畫的魔鬼眼睛及身體的斑紋都不一樣。該文章作者的結論裡面，告誡大眾極有可能這個插畫的來源是個惡作劇。
1972年，英國發現現代第一個麥田圈。麥田圈現象在1970年代後期才開始引起公眾注意。
1983年，全球首席麥田圈專家英國人Andrew Colins成立國際圓圈現象研究中心。
1991年有二位退休老人Bower與Chorley，出面承認數十年間的許多麥田圈是他們製造的，目的是為了惡作劇，但他们的自我表白更多的被认为是想出名，而且他们制造的麦田圈仅仅是用脚踩着木板压平麦杆，并不具备真正的麦田圈（詳見下述）麦杆弯折处有焦痕等特征；比這兩人還要早出道的製作者是倫敦的約翰·倫德伯格（John Lundberg），他早期製作的比較粗糙，後來慢慢掌握到竅門，圖案越做越精緻，還為媒體公開表演。
2008年5月，第一次在韓國也發現了麥田圈的現象，但資料不多無法證實是否為真麥田圈。

### 近年來引人注目的麥田圈發現

#### 2001年8月14日

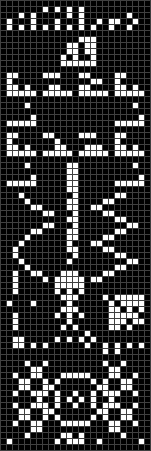
奇爾波頓麥田圈。

英國最大的無線電望遠鏡（Radio telescope）奇爾波頓天文台（Chilbolton）附近的麥田出現了一些大小不一、雜亂無章的圓圈圖形，不同於以往的麥田圈幾何圖形模式，在空中俯瞰後發現是一個臉（非常像拍攝於火星的人臉山丘）；3天之後同一農地，出現了一排又一排大小相當的小方塊，與1974年天文學家卡尔·萨根，從波多黎各Arecibo望遠鏡發出的二進制訊息相似。
1974年的內容是傳達人類有關的信號（人類用的計算方式、創造地球生命的主要化學物元素、DNA代碼、外型身高、數量、住在太陽系的第三行星、發射訊息用的無線電望遠鏡素描），而2001年出現這樣的麥田圈，有人猜測是外星人的回信，顯示對方使用（或可理解）同樣的計算系統、生命組成比人類多一個矽元素、DNA組成的核苷酸類型和數量與人類一致、DNA呈雙-三對螺旋、外觀上頭比較大，約高4英尺、住在（類似太陽）恆星的第三、四、五行星、人口213億、最下方畫了一個複雜的儀器素描。在前一年（2000年）同一個地方出現了與儀器圖形相同的麥田圈，有人認為是外星儀器，照比例反推算其天線直徑約為80,976公尺。懷疑者認為，1974年發送的訊號目標是25000光年遠的M13星系，至今仍未到達，外星人為何已回信了？顯然有人造的嫌疑。

#### 2002年8月
在Crabwood鎮很接近Hampton的Winchester，人们發現了大量的橫紋。在空中看，这些横纹组成了类似人形的圖案（但不像人類）與一個内涵圖案的圓盤。這个麥田圈的構圖方式類似于電視显像的构图方式，而圓盤內的图像由Paul Vigay先生（2009年2月被發現死於海邊，死因不明）翻译成了可读的数据。他原本是想破译这个图形的，卻發現每隔8個位元就會出现錯誤。他猜測这可能是某種二進制代碼，他依照美國資訊交換標準碼的由內往外的逆時針方法，重新破译这个图形，最后破译出現了若干訊息。                                                                                                                                           
然而，該图形的翻譯结果還是颇具争议，因為译文明顯不通順，且没有可读性。如果这些图形是高智慧生物所傳達的訊息，那么他們是一定掌握人類語言的簡單文法的。批評者認為Paul Vigay是在用類似「聖經密碼」的解釋法去牽強地解讀它，即把訊息丟入一個電腦程式，让电脑程式推算不同的文句組合，直到得出一個看似有意義的訊息为止，然後再加入少许人为的、主觀的成分来构成一个通顺的句子。在理論上（無限猴子定理），只要時間足够，我們最終也能通过一个電腦程式從一堆無意義的文字中得出莎士比亞的名句。

## 觀光業
有些麥田圈製造者和農民之間存在利益關係，因為現在英國的麥田圈產業，已經是龐大的觀光收益來源之一，估計一年可達14億美元；這個觀光事業包含每天的觀光巴士及直昇機載客的運輸量，其它還有出書、攤位賣T恤、書籍、飾物等等，所以常常在夜間秘密製作以免提前曝光。已有兩次麥田圈設計比賽冠軍出爐，製作團隊都於一夜之間壓製出驚人的巨大麥田圈。也有團體於2004年在五小時內完成龐大複雜的麥田圈。另有團體壓製出非常龐大複雜的麥田圈圖案，在2008年國家地理頻道的「奇聞大揭祕」系列節目中播過。

## 大眾文化
2002年，以此為題材，由導演、主演的電影《靈異象限》（Signs）上映。

### 書目
- 江晃榮. . ISBN 978-986-5954-51-2.